# Steve Jobs (libro)
Steve Jobs è la biografia autorizzata di Steve Jobs, realizzata da Walter Isaacson, pubblicata da Simon & Schuster e uscita in tutte le librerie il 24 ottobre 2011.

## Trama
Basandosi su più di quaranta interviste con Steve Jobs e più di cento coi suoi familiari, amici, rivali e colleghi in oltre due anni, Walter Isaacson racconta la storia del geniale imprenditore la cui passione per la perfezione e il cui carisma feroce hanno rivoluzionato sei settori dell'economia e del business: computer, cinema d'animazione, musica, telefonia, tablet ed editoria digitale.
Mentre tutto il mondo sta cercando un modo di sviluppare l'economia dell'era digitale, Jobs spicca come massima icona dell'inventiva e dell'immaginazione, perché ha intuito in anticipo che la chiave per creare valore nel XXI secolo è la combinazione di creatività e tecnologia, e ha costruito un'azienda basata sulla connessione tra geniali salti d'immaginazione e riconosciute invenzioni tecnologiche.
Sebbene abbia collaborato attivamente per questo libro, Jobs non ha chiesto nessun controllo sul testo né ha preteso il diritto di leggerlo prima della pubblicazione. Non ha posto nessun filtro, anzi ha incoraggiato i suoi conoscenti, i familiari, gli antagonisti a raccontare onestamente la verità. E lo stesso Steve Jobs parla candidamente, talvolta in maniera brutale, dei colleghi, degli amici e dei nemici, i quali, a loro volta, ne svelano le passioni, il perfezionismo, la maestria, la magia diabolica e l'ossessione per il controllo che hanno caratterizzato il suo approccio al business e i geniali prodotti da lui creati. Ispirato dai suoi demoni, Jobs sarebbe potuto cadere nell'ira e nella disperazione.
Ma la sua personalità e i suoi prodotti erano una sola cosa, esattamente come l'hardware e il software di Apple, parti di un sistema integrato. Una storia che ci insegna e allo stesso tempo ci mette in guardia, ricca di lezioni su innovazione, valori, carattere e leadership.